# Escândalo de Berna
O Escândalo de Berna refere-se ao crime de estupro ocorrido em 28 de julho de 1987, durante uma excursão à Suíça realizada por quatro (4) jogadores da equipe do Grêmio, que foi disputar o Torneio de Berna (oficialmente Philips Cup Bern).[carece de fontes?] Os jogadores Alexi Stival (Cuca), Henrique Etges, Fernando Gaúcho e Eduardo Hamester foram acusados do estupro coletivo da menor Sandra Pfäffli, de 13 anos, no apartamento 204 do Hotel Metrópole, em Berna. Segundo a vítima, ela subiu ao quarto dos atletas acompanhada de dois garotos mais velhos, amigos dela, para tentarem conseguir autógrafos e lembranças dos jogadores. Ao adentrarem no quarto, os dois garotos foram expulsos do quarto, e então o ato violento contra a menina começou. Por conta disso, esse caso ficou conhecido como "Escândalo de Berna". Os quatro jogadores foram presos no dia 30 de julho, horas depois do crime. Eles permaneceram em presídios diferentes durante a investigação do caso.
Após sair do hotel, a jovem foi à delegacia prestar queixas contra os jogadores. Conforme publicado pelo jornal Blick, de Zurique, a menina deu o seguinte relato aos policiais:
| “                                                                         | Primeiro os quatro jogadores brasileiros expulsaram do apartamento os dois amigos que me acompanhavam e então os quatro avançaram sobre mim. Três me seguraram, enquanto o outro me violentava. Então veio um segundo brasileiro e me violentou também. Eu tenho medo de ficar grávida, eu não tomo anticoncepcionais. | ” |
| — Sandra Pfäffli, em relato à policia suíça e ao jornal Blick, de Zurique | |   |

Algumas horas depois de receber a queixa da jovem, a polícia foi até o hotel onde a delegação do Grêmio estava hospedada e levou os quatro jogadores para depor. Conforme a versão dos jogadores, ela parecia ter mais de 18 anos e entrara no quarto deles tirando a blusa para que lhe dessem uma camisa do Grêmio. Assim, na visão deles, o que aconteceu foi consensual e provocado por ela. Uma reportagem de 1989 do tradicional jornal suíço Der Bund, publicou que a perícia encontrou vestígios de esperma de Cuca e outro jogador no corpo da garota, fato confirmado anos mais tarde pelo advogado de defesa da menina.
À época, o advogado Luis Carlos Silveira Martins, contratado pelo Grêmio para cuidar do caso, deu a seguinte declaração ao jornal Zero Hora, publicada no dia 31 de agosto de 1987:
| “ | Um dos jogadores manteve relação sexual completa, outro apenas sexo oral, enquanto um terceiro fez carícias e o quarto foi um "voyeur" conivente: apenas olhou. | ” |

## Condenação
Os quatro jogadores foram presos no dia 30 de julho, horas depois do crime. Eles permaneceram em presídios diferentes durante a investigação do caso. Após os quatro ficarem detidos vinte oito dias, foram liberados e voltaram ao Brasil, sendo bem recebidos por parte da imprensa e torcida gaúcha, inclusive colorados (que atacaram a vítima com ofensas e críticas, principalmente Paulo Sant'Ana, Wianey Carlet e Lauro Quadros).
Os quatro jogadores foram enquadrados no artigo 187 do Código Penal da Suíça, já que a Lei Suíça considerava crime manter relações sexuais com menores de 16 anos. Inicialmente, Cuca e Fernando não foram reconhecidos pela menina e, por conta disso, poderiam ser libertados após pagamento de fiança, caso o juiz chegasse a estabelecer um valor. Posteriormente, em abril de 2023, o advogado da vítima disse que Cuca foi reconhecido sim como um dos abusadores.
Durante o julgamento, o Grêmio pagou advogados para defender os quatro jogadores. Luiz Carlos Silveira Martins, conhecido como Cacalo, preparou a defesa e os representou no julgamento.
No dia 15 de agosto de 1989, três atletas (Cuca, Henrique e Eduardo) foram condenados a 15 meses de prisão em regime aberto e a uma multa de 8 mil dólares cada, e o quarto acusado (Fernando) foi condenado a três meses de detenção e ao pagamento de U$ 4 mil por ser considerado cúmplice.
Apesar de terem sido condenados, a defesa dos atletas saiu satisfeita do julgamento, já que conseguiu mudar a tipificação do crime de "estupro" para "importunação sexual", conforme pode ser inferido do relato abaixo:
| “ | Felizmente nós tivemos um resultado favorável, porque o pedido da Procuradoria foi uma pena muito maior. Eles foram condenados não por estupro. | ” |
| — Cacalo, advogado enviado elo Grêmio para defender os atletas, em entrevista dada ao Jornal Folha de S.Paulo em 2023 | |   |

Questionado do por que eles foram condenados, Cacalo afirmou:
| “ | Porque na Suíça, no Brasil e em qualquer lugar, pegar uma menina de 13 anos e tentar ou ter relação com ela não é permitido. Houve relação com a menina. Mas não houve estupro. Bolacha na cara, soco para obrigá-la a transar, isso não houve. | ” |

Os quatro, porém, nunca cumpriram a pena após o veredito judicial, pois não retornaram para a Suíça e após 15 anos sem o cumprimento da sentença, expirou-se a condenação.
Em 3 de janeiro de 2024, a justiça suíça anulou a condenação de Cuca. A defesa do ex-jogador pedia um novo julgamento, uma vez que Cuca havia sido condenado à revelia. Por sua vez, o ministério público da Suíça alegou prescrição e que portanto, não seria possível que o processo fosse julgado novamente.

## Repercussão posterior
Devido ao caso, alguns torcedores do Atlético fizeram campanha na redes sociais em março de 2021 usando a hashtag #CucaNão, quando foi informado que Cuca estaria de volta ao time. Ainda em 2021, após a repercussão, Cuca se declarou publicamente como "inocente", ao que o jornalista esportivo Milton Leite declarou: "Se ele é tão inocente assim, por que demorou 34 anos para se defender? Ou não foi até a Suíça para se defender. Se é tão inocente, por que não dar uma entrevista onde possam te contrapor?" Em julho de 2022, a apresentadora Ana Thaís Matos comentou no SporTV que "a galera esquece muita coisa em relação ao Cuca, inclusive". Nas redes sociais, internautas apontaram uma indireta ao caso de estupro no qual Cuca foi acusado e o público esqueceu.